# Ance du Sud
Pour les articles homonymes, voir Ance.
L'Ance (Ance du Sud) est une rivière française du Massif central, qui coule dans les départements de la Lozère et de la Haute-Loire, en nouvelle région Occitanie, Auvergne-Rhône-Alpes. Elle se jette dans l'Allier en rive gauche, au niveau de Monistrol-d'Allier, c'est donc un sous-affluent de la Loire.

## Géographie
D'une longueur de 40,4 km, l'Ance du Sud et ses affluents drainent une bonne partie du versant oriental du massif de la Margeride.
Il prend sa source au Serre de Pierret (1 505 m) à 1 475 mètres d'altitude, sur la commune de La Panouse, dans la forêt de la Villedieu, dans la forêt domaniale de la Croix de Bor.
Elle coule globalement du sud vers le nord et conflue sur la commune de Monistrol-d'Allier, à 585 mètres d'altitude.

### Communes et cantons traversés
Dans les deux départements de la Lozère et de la Haute-Loire, l'Ance du Sud traverse les douze communes suivantes, dans quatre cantons, dans le sens amont vers aval, de La Panouse (source), La Villedieu, Saint-Paul-le-Froid, Grandrieu, Saint-Symphorien, Chambon-le-Château, Saint-Vénérand, Alleyras, Croisances, Saint-Préjet-d'Allier, Saugues, Monistrol-d'Allier (confluence).
Soit en termes de cantons, l'Ance prend source dans le canton de Grandrieu, traverse ou longe les anciens canton de Saint-Amans, canton de Cayres, aujourd'hui les canton de Saint-Alban-sur-Limagnole canton du Velay volcanique et conflue dans l'ancien canton de Saugues, aujourd'hui le canton de Gorges de l'Allier-Gévaudan, le tout dans les arrondissements de Mende, du Puy-en-Velay et de Brioude.

## Affluents
L'Ance du Sud a de nombreux affluents
- Le Panis (rg[note 1]) 18 km sur deux départements six communes et avec cinq affluents[6],[note 2].
  - le ruisseau d'Alzon
- La Virlange (rg) 24,8 km sur deux départements, huit communes et avec six affluents[7],[note 2].
- le ruisseau du Mazel (rg)
- La Gazelle (rd)
- le ruisseau du Chayla (rg)
- le ruisseau des Barrières
- le ruisseau des Berthaldès

## Hydrologie

### L'Ance du Sud à Monistrol-d'Allier
Le débit de l'Ance du Sud a été observé depuis le 1er janvier 1969 , à Monistrol-d'Allier, localité du département de la Haute-Loire située au niveau de son confluent avec l'Allier, à 785 m d'altitude. Le bassin versant de la rivière est de 225 km2.
Le module de la rivière à Monistrol-d'Allier est de 2,98 m3/s.
L'Ance du Sud présente des fluctuations saisonnières de débit moyennes et typiques des rivières du massif central français avec une alimentation partiellement nivale. Les hautes eaux se situent en hiver et au printemps, et portent le débit mensuel moyen à un niveau allant de 3,75 à 5,08 m3/s, de décembre à mai inclus (avec un maximum assez net en avril). Dès le mois de juin le débit moyen chute brusquement en guise de transition vers la période des basses eaux. Celle-ci a lieu en été, de juillet à début octobre, entraînant une baisse du débit moyen mensuel jusqu'au niveau de 0,837 m3/s au mois d'août, ce qui reste très confortable.

### Étiage ou basses eaux
Aux étiages, le VCN3 peut chuter jusque 0,13 m3/s, en cas de période quinquennale sèche, soit 130 litres par seconde, ce qui peut être considéré comme moyennement sévère.

### Crues
D'autre part les crues peuvent prendre une certaine importance et sont assez fréquentes. Les débits de crue n'ont pas été calculés à Monistrol-d'Allier. En revanche, ils l'ont été à Saint-Préjet-d'Allier, localité située à une quinzaine de kilomètres en amont, au-delà du confluent avec la Virlange, là où le débit de la rivière vaut en moyenne 2,01 m3/s, c'est-à-dire presque exactement les deux tiers du débit final.
À Saint-Préjet-d'Allier donc, les QIX 2 et QIX 5 valent respectivement 30 et 49 m3/s. Le QIX 10 est de 62 m3/s. Quant aux QIX 20 et QIX 50, ils valent respectivement 74 m3/s et 90 m3/s.
Toujours à Saint-Préjet-d'Allier, le débit instantané maximal enregistré a été de 88 m3/s le 1er avril 1986, tandis que la valeur journalière maximale a été de 44,6 m3/s le 24 du même mois.

### Lame d'eau et débit spécifique
La lame d'eau écoulée dans le bassin de l'Ance du Sud est de 423 millimètres annuellement, ce qui est assez élevé, nettement supérieur à la moyenne d'ensemble de la France (320 millimètres/an), mais également à la totalité du bassin versant de l'Allier (326 millimètres/an). Le débit spécifique (ou Qsp) se monte à 13,4 litres par seconde et par kilomètre carré de bassin.

## Aménagements et écologie

### Barrages
- le barrage de Pouzas
- le barrage de la Valette

### Ponts
- le pont de Pons, le premier pont routier qui enjambe l'Ance
- le pont des Sept Trous
- le pont de Courbejarret
- le pont des Martines
- le pont du Chayla
- le pont de Boirelac
- le pont d'Ancette
- le pont de Pouzas
- le pont Siphon